# Ingrid Romero
Ingrid Romero (Tarragona, Cataluña; 10 de julio de 1985) es una modelo de fitness internacional, competidora de fitness y entrenadora de fitness. La revista Training & Fitness Magazine la calificó como "uno de los rostros más reconocidos de la industria del fitness" y "una de las estrellas femeninas del fitness más consumadas de la historia".

## Primeros años
Ingrid Romero nació y se crio en un barrio de la ciudad catalana de Tarragona. Comenzó a trabajar como modelo a los once años. A los diecisiete años, se trasladó a Londres, con aspiraciones de ser modelo, pero sólo trabajó en un restaurante durante un año porque su inglés no era muy bueno. Tras un breve regreso a España, se trasladó a Dublín (Irlanda), donde trabajó en el comercio minorista y retomó su carrera de modelo.
Después de tres años en Irlanda, Romero se trasladó a Cancún (México), donde trabajó como modelo, y luego pasó a Los Ángeles (California). Durante su estancia en los Estados Unidos, cuando buscaba un entrenador personal, conoció a su futuro marido, Joe Discuillo, un entrenador personal. Tras ver sus progresos en el entrenamiento, decidió presentarse a competiciones de fitness.

## Carrera de fitness y modelaje
En 2010, Romero se presentó a su primera competición de fitness del National Physique Committee, en la que obtuvo el primer puesto (y la general). Después de su primera competición, pasó a ganar varias competiciones de fitness del Comité Nacional de Fisicoculturismo (NPC por sus siglas). En 2011, Romero ganó el Arnold Classic (bikini). Después de ganarlo, obtuvo una tarjeta profesional de la WBFF de manos de Paul Dillett, pero rápidamente dejó la organización para regresar a la IFBB/NPC porque Romero consideró que Dillett la engañó con falsas promesas.
Durante el último show de Romero, que ganó, estaba embarazada de gemelos. Estuvo en reposo durante varios meses para poder llevar a los bebés. Con la ayuda de su marido, en siete meses, Romero volvió a estar en forma.
En 2012, Romero y su marido, Joe Discuillo, fundaron el equipo Edge, que ayuda a las mujeres a prepararse para las competiciones de bikinis. El programa Edge lo abarca todo, desde la nutrición hasta la suplementación, pasando por el entrenamiento, las poses y todo lo demás. Desde 2012, Romero fabrica y vende bikinis de fitness diseñados a medida. Después de tener éxito con el equipo Edge, Romero produjo un vídeo sobre cómo dar forma y construir los glúteos llamado Edge Booty Extreme.
Ingrid Romero trabaja regularmente como modelo de fitness. Romero ha aparecido en muchas portadas de revistas, como Oxygen, Glam Today, Training & Fitness, Olympian's Mind & Body News y Wheels & Heels. Ha aparecido como modelo en Oxygen, Trimmed and Toned y muchas otras publicaciones. También escribe sobre fitness.

## Vida personal
Romero está separada de su marido, Joe Discuillo. Tienen dos hijos gemelos.